# РАО „Тракия“
Регионалната асоциация на общини „Тракия“ (съкратено РАО „Тракия“) е най-голямото регионално сдружение на общини в България, учредено за сътрудничество, обща икономическа политика, планирането на региона и евроинтеграция.

## За асоциацията
Учредена е на 30 юли 1997 като неправителствено, независимо и доброволно сдружение на общини. Днес това е едно от най-големите по територия и население регионално сдружение на общини в България, обхващащо около 25% от територията на страната и население над 1 300 000 души.
Асоциацията е разположена на територията на 7 области: Област Стара Загора, област Пловдив, област Бургас, област Хасково, област Сливен, област Ямбол и област Кърджали. Създадена е през 1997 от 15 общини с решаващата помощ на Американската агенция за международно развитие в рамките на програма „Инициатива Местно самоуправление“. Първи председател на Управителния съвет на РАО „Тракия“ е проф. дсн Цанко Яблански (кмет на Стара Загора, 1995 - 1999). От 1999 до 2007 г. председател на Управителния съвет е кметът Д-р Евгений Желев. През мандат 2007-2011 г. Председател на УС е Катя Дойчева, кмет на община Твърдица, през мандат 2011-2015 г. - Кольо Милев, кмет на община Сливен, през мандат 2015-2019 г. - Ангел Папазов, кмет на община Първомай.
На Общото събрание през 2020 г. за Председател на Управителния съвет е избран Стефан Радев, кмет на община Сливен.
РАО „Тракия“ е посредник на общините-членки в обмена на информация и добри практики и има за цел да стимулира тяхното сътрудничество в разработването на проекти и програми в подкрепа на местното самоуправление, да работи за повишаване ефективността и прозрачността на дейността на общините при осъществяване на техните отговорности и за разширяване участието на гражданите в местното самоуправление.
РАО „Тракия“ e първата организация от този тип, която откри свое представителство в Брюксел - на 5 май 2006 – ден преди представянето в белгийската столица на двете страни кандидатки – България и Румъния. На бул. „Тервюрен“ в белгийската столица представителството на РАО „Тракия“ работи под един покрив с представителствата на още три региона - Кужавско-поморския от Полша, Стейнмарк от Австрия и Западна Панония от Унгария.

## Членове
Днес членове на РАО „Тракия“ са 27 общини, а асоцииран член е Съюзът на тракийските дружества в България.
Седалището на РАО "Тракия" е в град Стара Загора.
Членове са: Община Айтос, Община Асеновград, Община Болярово, Община Братя Даскалови, Община Брезово, Община Гълъбово, Община Джебел, Община Елхово, Община Карлово, Община Карнобат, Община Кричим, Община Крумовград, Община Куклен, Община Опан, Община Павел баня, Община Перущица, Община Първомай, Община Родопи, Община Садово, Община Сливен, Община Созопол, Община Средец, Община Сунгурларе, Община Твърдица, Община Тополовград, Община Тунджа, Община Чирпан, Община Раднево, Община Хисаря

## Трансгранично сътрудничество
РАО „Тракия“ работи в сферата на трансграничното сътрудничество, естествено наложено от контактите с турското сдружение на общини „Тракия – Кент“ (през 2002 е подписан протокол за сътрудничество), както и от трансграничните контакти и обмен на информация и хора между някои от общините–членки на РАО „Тракия“ и турски общини. През 2004 РАО „Тракия“ подписва Протокол за сътрудничество с Мрежата на общини от Източна и Западна Тракия „Полис“, Гърция. Кулминацията на тристранното сътрудничество е на 10 декември 2005, когато в Ксанти, Гърция, е подписан тристранен протокол за сътрудничество между РАО „Тракия“ и партниращите ѝ мрежи на местните власти от Гърция и Турция. С протокола трите страни поемат ангажименти да обменят информация с цел разширяване на сътрудничество, както и да предложат на своите правителства проекти и програми за разрешаване на проблемите в крайграничните области. Те се обединяват около идеята за създаване на Еврорегион Тракия с цел привличане на финансиране от ЕС за трансгранични проекти и по-успешно лобиране за разрешаване на проблеми в сферата на тристранното сътрудничество.